# 온특혁부성
온특혁부성(温特赫部城)은 고구려 때 축조된 것으로 추정되는 발해의 성이다. 발해의 멸망 이후에도 요나라와 금나라도 사용한 것으로 추정되며, 현재의 명칭은 온특혁(温特赫)이라는 여진족의 부족들이 거주하면서 붙여진 것으로 알려져있다. 현재 중국 지린성 중점문물보호구역(吉林省重点文物保护单位)으로 지정되어 있다.